# Майкъл Форман
Майкъл Джеймс Форман (на английски: Michael James Foreman) e американски тест пилот и астронавт на НАСА, участник в два космически полета.

## Образование
Майкъл Форман завършва колежа Wadsworth High School в Охайо през 1975 г. През 1979 г. завършва Военноморската академия на САЩ в Анаполис, Мериленд с бакалавърска степен по аерокосмическо инженерство. През 1986 г. става магистър по същата специалност в Института за следдипломна квалификация на USN, Монтерей, Калифорния.

## Военна кариера
Майкъл Форман постъпва на активна военна служба в USN през януари 1981 г. Първото си назначение получава в патрулираща ескадрила 23 (VP-23), базирана в щата Мейн. След това последователно служи като пилот на патрулни самолети в американски авиобази на Азорските острови, в Испания, Португалия, Бахамските острови и Панама. През 1986 г. е зачислен в състава първо на разузнавателна ескадрила 120 (VAW-120), а после – в 127 (VAW-127), базирани на самолетоносача USS Coral Sea (CV-43). През юни 1990 г. завършва школа за тест пилоти в Мериленд. През 1991 г. става инструктор в школата. В кариерата си има повече от 5000 полетни часа на 50 различни типа самолети.

## Служба в НАСА
Майкъл Форман е избран за астронавт от НАСА на 4 юни 1998 г., Астронавтска група №17. Взема участие в два космически полета. Има в актива си 5 космически разходки с обща продължителност 32 часа и 19 минути. Излиза в пенсия през декември 2010 г.

## Полети
Майкъл Форман лети в космоса като член на екипажа на две мисии:
| Космически полети на Майкъл Джеймс Форман                        | Космически полети на Майкъл Джеймс Форман | Космически полети на Майкъл Джеймс Форман | Космически полети на Майкъл Джеймс Форман | Космически полети на Майкъл Джеймс Форман | Космически полети на Майкъл Джеймс Форман | Космически полети на Майкъл Джеймс Форман |
| №                                                                | Дата                                      | КК                                        | Емблема на мисията                        | Функции                                   | Продължителност                           |                                           |
| ---------------------------------------------------------------- | ----------------------------------------- | ----------------------------------------- | ----------------------------------------- | ----------------------------------------- | ----------------------------------------- | ----------------------------------------- |
| 1                                                                | 11 март 2008                              | „Индевър“, мисия STS-123                  |                                           | Специалист на мисията                     | 15 денонощия 18 часа 12 мин. 27 сек.      |                                           |
| 2                                                                | 16 ноември 2009                           | „Атлантис“, мисия STS-129                 |                                           | Специалист на мисията                     | 10 денонощия 19 часа 16 мин. 13 сек.      |                                           |
| Сумарно време в космоса – 26 денонощия 13 часа 27 минути 40 сек. |                                           |                                           |                                           |                                           |                                           |                                           |

## Награди
- Легион за заслуги;
- Медал за похвална служба;
- Медал за похвала;
- Медал за похвала на USN;
- Медал за постижения на USN;